# Шмидт, Юзеф
Юзеф (Йозеф) Шмидт (нем. Jozef Schmidt, пол. Józef Szmidt; 28 марта 1935, Меховице, Верхняя Силезия — 29 июля 2024, Загозд, Западно-Поморское воеводство) — польский легкоатлет, двукратный олимпийский чемпион.

## Биография
Родился в 1935 году в Меховице (в настоящее время — часть Бытома) в германской провинции Верхняя Силезия. После Второй мировой войны эта территория вошла в состав Польши, и Шмидт получил польское гражданство.
Был одним из виднейших польских легкоатлетов. 13 раз становился чемпионом Польши: 10 раз в тройном прыжке (1958, 1960, 1962, 1963, 1965, 1966, 1967, 1969, 1970 и 1971), 1 раз — в прыжке в длину (1961) и 2 раза — в эстафете 4×100 м (1959 и 1960). В 1960 году на стадионе в Ольштыне он прыгнул тройным прыжком на 17,03 м, первым в мире преодолев 17 м тройным прыжком. Польский спортивный еженедельник «Przegląd Sportowy» дважды (в 1960 и 1964 годах) признавал его «спортсменом года».
В 1958 и 1962 годах выигрывал чемпионаты Европы, а в 1960 и 1964 годах стал олимпийским чемпионом в тройном прыжке.
В 1975 году эмигрировал в ФРГ. В 1992 году он вернулся в Польшу, поселился в Дравско-Поморске, приобрёл землю и занялся сельским хозяйством.
Умер от рака в Загозде 29 июля 2024 года в возрасте 89 лет. Неделей ранее умерла его жена.

## Награды
- Кавалерский крест Ордена Возрождения Польши (1960[4])